# Stopplaats Sluiskil brug
Stopplaats Sluiskil brug (telegrafische code: slub) is een voormalige stopplaats aan de Nederlandse spoorlijn Gent - Terneuzen, destijds aangelegd en geëxploiteerd door de Staat der Nederlanden. De stopplaats lag ten zuiden van Sluiskil nabij de draai- en spoorbrug over het kanaal Gent-Terneuzen. Aan de spoorlijn werd de stopplaats voorafgegaan door station Philippine en gevolgd door station Sluiskil. Stopplaats Sluiskil brug lag dichter bij de kern Sluiskil dan Station Sluiskil. De laatste lag echter na de samenvoeging van de spoorlijnen Gent - Terneuzen en Mechelen - Terneuzen. Stopplaats Sluiskil brug werd geopend op 1 april 1869 en gesloten op 15 april 1939. Bij de stopplaats was een stationsgebouw aanwezig.
0,0: Gent-Sint-Pieters ·
3,9: Drongensesteenweg ·
4,6: Mariakerke ·
6,2: Eecloweg ·
7,8: Lindestraat ·
8,6: Wondelgem ·
12,1: Langerbrugge ·
15,0: Doornzele ·
16,4: Terdonck-Cluysen ·
19,8/21,1: Ertvelde ·
22,2/23,5: Klein-Rusland ·
23,4/24,7: Zelzate ·
17: Sas van Gent ·
22: Philippine ·
24: Sluiskil brug ·
26/63: Sluiskil ·
31/68: Terneuzen